# 10 kilomètres en eau libre masculin aux Jeux olympiques d'été de 2024
Cet article traite de l'épreuve masculine. Pour la compétition féminine, voir 10 kilomètres en eau libre féminin aux Jeux olympiques d'été de 2024.
Navigation
Tokyo 2020 Los Angeles 2028
Le 10 kilomètres en eau libre masculin est une épreuve de natation des Jeux olympiques d'été de 2024 qui a lieu le 9 août 2024 à Paris. La compétition se déroule dans la Seine avec une arrivée au niveau du Pont Alexandre-III.

## Médaillés
| Or                      | Or                | Argent              | Argent            | Bronze               | Bronze           |
| Kristóf Rasovszky (HUN) | 1 h 50 min 52 s 7 | Oliver Klemet (GER) | 1 h 50 min 54 s 8 | Dávid Betlehem (HUN) | 1 h 51 min 9 s 0 |

## Records
Avant cette compétition, les records dans cette discipline étaient :
| Record olympique | 1 h 49 min 55 s 1 | Oussama Mellouli (TUN) | 10 août 2012 | Londres, Grande-Bretagne |

## Calendrier
| Date            | Horaire | Manche |
| --------------- | ------- | ------ |
| Vendredi 9 août | 07 h 30 | Finale |

## Résultats détaillés
| Rang                                | Athlète              | Pays            | Temps             | Remarque |
| ----------------------------------- | -------------------- | --------------- | ----------------- | -------- |
| Médaille d'or, Jeux olympiques      | Kristóf Rasovszky    | Hongrie         | 1 h 50 min 52 s 7 |          |
| Médaille d'argent, Jeux olympiques  | Oliver Klemet        | Allemagne       | 1 h 50 min 54 s 8 |          |
| Médaille de bronze, Jeux olympiques | Dávid Betlehem       | Hongrie         | 1 h 51 min 9 s 0  |          |
| 4                                   | Domenico Acerenza    | Italie          | 1 h 51 min 9 s 6  |          |
| 5                                   | Logan Fontaine       | France          | 1 h 51 min 47 s 9 |          |
| 6                                   | Hector Pardoe        | Grande-Bretagne | 1 h 51 min 50 s 8 |          |
| 7                                   | Marc-Antoine Olivier | France          | 1 h 51 min 50 s 9 |          |
| 8                                   | Florian Wellbrock    | Allemagne       | 1 h 51 min 54 s 4 |          |
| 9                                   | Gregorio Paltrinieri | Italie          | 1 h 51 min 58 s 0 |          |
| 10                                  | Athanasios Kynigakis | Grèce           | 1 h 52 min 37 s 2 |          |
| 11                                  | Nick Sloman          | Australie       | 1 h 56 min 24 s 4 |          |
| 12                                  | Paulo Strehlke       | Mexique         | 1 h 56 min 28 s 4 |          |
| 13                                  | Kyle Lee             | Australie       | 1 h 56 min 42 s 5 |          |
| 14                                  | Toby Robinson        | Grande-Bretagne | 1 h 56 min 43 s 0 |          |
| 15                                  | Taishin Minamide     | Japon           | 1 h 56 min 57 s 3 |          |
| 16                                  | Matan Roditi         | Israël          | 1 h 57 min 2 s 3  |          |
| 17                                  | David Farinango      | Équateur        | 1 h 57 min 8 s 6  |          |
| 18                                  | Daniel Wiffen        | Irlande         | 1 h 57 min 20 s 1 |          |
| 19                                  | Ivan Puskovitch      | États-Unis      | 1 h 57 min 52 s 5 |          |
| 20                                  | Martin Straka        | Tchéquie        | 1 h 57 min 52 s 9 |          |
| 21                                  | Jan Hercog           | Autriche        | 2 h 1 min 3 s 8   |          |
| 22                                  | Piotr Woźniak        | Pologne         | 2 h 2 min 38 s 6  |          |
| 23                                  | Kuzey Tunçelli       | Turquie         | 2 h 2 min 58 s 1  |          |
| 24                                  | Felix Auböck         | Autriche        | 2 h 3 min 0 s 5   |          |
| 25                                  | Henrik Christiansen  | Norvège         | 2 h 3 min 38 s 2  |          |
| –                                   | Guilherme Costa      | Brésil          |                   | DNF      |
| –                                   | Carlos Garach        | Espagne         |                   | DNF      |
| –                                   | Phillip Seidler      | Namibie         |                   | DNF      |
| –                                   | Emir Batur Albayrak  | Turquie         |                   | DNF      |
| –                                   | Ahmed Jaouadi        | Tunisie         |                   | DNS      |
| –                                   | Victor Johansson     | Suède           |                   | DNS      |